# Belgium (Illinois)
Pour les articles homonymes, voir Belgium.
Belgium est un village près de la ville de Danville dans l'État de l'Illinois d'une superficie de 1,1 km2.
Sa population était estimée à 404 habitants lors du recensement de 2010, ce qui donne une densité de 367 hab/km2.
Son altitude est de 199 mètres.